# Komisja śledcza do zbadania sprawy przebiegu procesu legislacyjnego ustaw nowelizujących ustawę z dnia 29 lipca 1992 o grach i zakładach wzajemnych
Komisja śledcza do zbadania sprawy przebiegu procesu legislacyjnego ustaw nowelizujących ustawę z dnia 29 lipca 1992 o grach i zakładach wzajemnych, skrót KSGZ (Komisja Śledcza ds. Gier i Zakładów) – komisja śledcza powołana uchwałą Sejmu VI kadencji z 4 listopada 2009 do zbadania sprawy przebiegu procesu legislacyjnego ustaw nowelizujących ustawę z dnia 29 lipca 1992 o grach i zakładach wzajemnych i wydanych na ich podstawie przepisów wykonanych w zakresie dotyczącym gier na automatach o niskich wygranych i wideoloterii oraz do zbadania legalności działania organów administracji rządowej badającej ten proces. Powstała w wyniku ujawnienia tzw. afery hazardowej.

## Członkowie komisji

### Skład komisji
Dnia 6 listopada 2009 roku Sejm dokonał wyboru członków komisji:
| Imię i nazwisko      | Zdjęcie | Przynależność do Klubu Parlamentarnego / Klubu Poselskiego | Funkcja                    | Przynależność do komisji od                                |
| -------------------- | ------- | ---------------------------------------------------------- | -------------------------- | ---------------------------------------------------------- |
| Mirosław Sekuła      |         | PO                                                         | przewodniczący komisji     | od 6 listopada 2009                                        |
| Bartosz Arłukowicz   |         | Lewica                                                     | wiceprzewodniczący komisji | od 6 listopada 2009                                        |
| Beata Kempa          |         | PiS                                                        |                            | od 6 listopada 2009 do 4 grudnia 2009 i od 8 stycznia 2010 |
| Sławomir Neumann     |         | PO                                                         |                            | od 6 listopada 2009                                        |
| Franciszek Stefaniuk |         | PSL                                                        |                            | od 6 listopada 2009                                        |
| Jarosław Urbaniak    |         | PO                                                         |                            | od 6 listopada 2009                                        |
| Andrzej Dera         |         | PiS                                                        |                            | od 7 maja 2010.                                            |

### Zmiany w składzie komisji
- Beata Kempa (PiS) – odwołana ze składu 4 grudnia 2009[4]
- Zbigniew Wassermann (PiS) – odwołany ze składu 4 grudnia 2009[4]
- Beata Kempa (PiS) – wybrana do składu komisji przez Sejm 8 stycznia 2010
- Zbigniew Wassermann (PiS) – wybrany do składu komisji przez Sejm 8 stycznia 2010
- Zbigniew Wassermann (PiS) – zginął w katastrofie lotniczej 10 kwietnia 2010
- Andrzej Dera (PiS) – wybrany do składu komisji przez Sejm 7 maja 2010

## Eksperci
Komisja śledcza do zbadania sprawy przebiegu procesu legislacyjnego ustaw nowelizujących ustawę z dnia 29 lipca 1992 o grach i zakładach wzajemnych nie powołała żadnej osoby na stanowisko doradcy pełniącego funkcję ekspercką, mimo iż dotychczasowa praktyka funkcjonowania komisji śledczych oraz zalecenia Prezydium Sejmu wskazywały na taką potrzebę. Jedyny powołany przez komisję ekspert – Waldemar Gontarski zrezygnował z prac w komisji hazardowej 18 grudnia 2009 r., w związku z wywołaną przez posła Arłukowicza dyskusją na temat jego kwalifikacji.

## Świadkowie
Przesłuchania świadków rozpoczęły się 4 grudnia 2009, a zakończyły 20 lipca 2010. Lista świadków przesłuchanych przez SKGZ:
| Lp. | Data przesłuchania | Imię (-ona) i nazwisko       | Zdjęcie | Przynależność partyjna | Powód, z którego świadek został powołany | Informacje dodatkowe |
| --- | ------------------ | ---------------------------- | ------- | ---------------------- | --- | --- |
| 1.  | 4 grudnia 2009     | Małgorzata Hirszel           |         |                        | Dyrektor Departamentu Komitetu Rady Ministrów w Kancelarii Prezesa Rady Ministrów | |
| 2.  | 4 grudnia 2009     | Anna Cendrowska              |         |                        | Była p.o. Zastępca dyrektora Departamentu Służby Celnej w Ministerstwie Finansów | |
| 3.  | 4 grudnia 2009     | Jacek Uczkiewicz             |         | SLD                    | Wiceminister finansów w rządzie Leszka Milera | |
| 5.  | 28 grudnia 2009    | Zbigniew Wassermann          |         | PiS                    | Minister – koordynator służb specjalnych w rządzie Kazimierza Marcinkiewicza i rządzie Jarosława Kaczyńskiego | Po raz kolejny przesłuchany 5 stycznia 2010 w trybie niejawnym |
| 6.  | 5 stycznia 2010    | Beata Kempa                  |         | PiS                    | Wiceminister sprawiedliwości w rządach Kazimierza Marcinkiewicza i Jarosława Kaczyńskiego | Początkowo przesłuchana Beaty Kempy obejmowało punkt 2. porządku dziennego z dnia 28 grudnia 2009, lecz zostało przełożone na 5 stycznia 2010 |
| 7.  | 12 stycznia 2010   | Jacek Kapica                 |         |                        | Wiceminister finansów w rządzie Donalda Tuska | |
| 8.  | 12 stycznia 2010   | Marian Banaś                 |         |                        | Wiceminister finansów w rządach Kazimierza Marcinkiewicza i Jarosława Kaczyńskiego | |
| 9.  | 12 stycznia 2010   | Wiesław Ciesielski           |         |                        | Wiceminister finansów w rządzie Leszka Millera | |
| 10. | 13 stycznia 2010   | Jan Vincent-Rostowski        |         | PO                     | Minister finansów w rządzie Donalda Tuska | |
| 11. | 13 stycznia 2010   | Marek Wagner                 |         | SLD                    | Szef Kancelarii premiera Leszka Millera | |
| 12. | 13 stycznia 2010   | Zyta Gilowska                |         |                        | Wicepremier i Minister finansów w rządach Kazimierza Marcinkiewicza, oraz Jarosława Kaczyńskiego | |
| 13. | 14 stycznia 2010   | Jan Kubik                    |         | PSL                    | W 2003 sprawozdawca komisji nadzwyczajnej „Przedsiębiorczość – Rozwój – Praca” ws. projektu rządowego ustawy o zmianie ustawy o grach losowych, zakładach wzajemnych i grach na automatach oraz o zmianie niektórych innych ustaw | |
| 14. | 14 stycznia 2010   | Marek Wikiński               |         | SLD                    | W 2003 prywatnie zgłosił poprawkę do komisji nadzwyczajnej „Przedsiębiorczość – Rozwój – Praca” ws. projektu rządowego ustawy o zmianie ustawy o grach losowych, zakładach wzajemnych i grach na automatach oraz o zmianie niektórych innych ustaw; był jednym z koordynatorów KP SLD projektu rządowego ustawy o zmianie ustawy o grach losowych, zakładach wzajemnych i grach na automatach oraz o zmianie niektórych innych ustaw | |
| 15. | 14 stycznia 2010   | Ryszard Maraszek             |         |                        | Brał udziału w pracach nad rządowym projektem ustawy o utworzeniu wojewódzkich kolegiów skarbowych oraz o zmianie niektórych ustaw regulujących zadania i kompetencje organów oraz organizację jednostek organizacyjnych podległych ministrowi właściwemu do spraw finansów publicznych | Poseł Maraszek nie brał udziału w pracach nad ustawą o zmianie ustawy o grach losowych, zakładach wzajemnych i grach na automatach |
| 16. | 14 stycznia 2010   | Piotr Gadzinowski            |         | SLD                    | Członek Sejmowej Komisji Kultury i Środków Przekazu (IV kadencja Sejmu) | |
| 17. | 14 stycznia 2010   | Stanisław Ożóg               |         | PiS                    | Członek Sejmowej Komisji Kultury i Środków Przekazu (IV kadencja Sejmu) | |
| 18. | 14 stycznia 2010   | Leszek Cieślik               |         | PO                     | Sprawozdawca rządowej ustawy o służbie celnej | |
| 19. | 15 stycznia 2010   | Wojciech Jasiński            |         | PiS                    | Minister skarbu państwa w rządach Kazimierza Marcinkiewicza i Jarosława Kaczyńskiego | |
| 20. | 19 stycznia 2010   | Mariusz Kamiński             |         |                        | Szef CBA w latach 2006–2009 | |
| 21. | 20 stycznia 2010   | Jacek Cichocki               |         |                        | Sekretarza Kolegium ds. Służb Specjalnych przy Radzie Ministrów | Przesłuchanie Jacka Cichockiego obejmowało punkt 2. porządku dziennego dnia 19 stycznia, jednak zostało przesunięte na dzień 20 stycznia. Po przesłuchaniu jawnym Jacek Cichocki został przesłuchany w trybie niejawnym                                                                                                |
| 22. | 21 stycznia 2010   | Zbigniew Chlebowski          |         | poseł niezrzeszony     | Jest podejrzenie, że jako szef klubu parlamentarnego PO i przewodniczący sejmowej Komisji Finansów Publicznych mógł ulegać naciskom biznesmenów z branży hazardowej, które polegać miały na blokowaniu wejścia w życie ustawy o grach i zakładach wzajemnych oraz o automatach o niskich wygranych. | |
| 23. | 21 stycznia 2010   | Jerzy Jaskiernia             |         | SLD                    | W Sejmie IV kadencji do 19 stycznia 2004 pełnił funkcję przewodniczącego klubu parlamentarnego Sojuszu Lewicy Demokratycznej | |
| 24. | 22 stycznia 2010   | Tomasz Lipiec                |         |                        | Minister sportu w rządach Kazimierza Marcinkiewicza i Jarosława Kaczyńskiego | |
| 25. | 26 stycznia 2010   | Michał Boni                  |         |                        | Minister – członek Rady Ministrów, przewodniczący Komitetu Stałego Rady Ministrów | |
| 26. | 26 stycznia 2010   | Zbigniew Derdziuk            |         |                        | Minister – członek Rady Ministrów, przewodniczący Komitetu Stałego Rady Ministrów w latach 2007–2009 | |
| 27. | 28 stycznia 2010   | Mirosław Drzewiecki          |         | PO                     | Jest podejrzenie, że jako minister sportu i turystyki w rządzie Donalda Tuska mógł ulegać naciskom biznesmenów z branży hazardowej, które polegać miały m.in. na rezygnacji z dopłat do automatów o niskich wygranych. | Początkowo przesłuchanie Mirosława Drzewieckiego obejmowało punkt 2. porządku dziennego dnia 22 stycznia 2010, lecz z powodów zdrowotnych nie wstawił się na przesłuchanie, składając wniosek o przesunięcie przesłuchania na najbliższy możliwy termin. Komisja uwzględniła wniosek mimo braku zwolnienia lekarskiego |
| 28. | 29 stycznia 2010   | Adam Szejnfeld               |         | PO                     | Jest podejrzenie, że jako wiceminister gospodarki w rządzie Donalda Tuska mógł ulegać naciskom biznesmenów z branży hazardowej, które polegać miały na blokowaniu wejścia w życie ustawy o grach i zakładach wzajemnych oraz o automatach o niskich wygranych. | |
| 29. | 29 stycznia 2010   | Paweł Szałamacha             |         |                        | Wiceminister skarbu państwa w rządach Kazimierza Marcinkiewicza i Jarosława Kaczyńskiego | |
| 30. | 3 lutego 2010      | Grzegorz Schetyna            |         | PO                     | Były wicepremier oraz były minister spraw wewnętrznych i administracji w rządzie Donalda Tuska. Jego nazwisko pojawia się w stenogramach rozmów polityków z Ryszardem Sobiesiakiem. | |
| 31. | 4 lutego 2010      | Donald Tusk                  |         | PO                     | Premier RP | |
| 32. | 5 lutego 2010      | Jarosław Kaczyński           |         | PiS                    | Były Premier RP | |
| 33. | 9 lutego 2010      | Grzegorz Maj                 |         |                        | Były prawnik Totalizatora Sportowego | |
| 34. | 9 lutego 2010      | Tomasz Malarz                |         |                        | Były dyrektor departamentu prawno-kontrolnego przy MSiT | |
| 35. | 10 lutego 2010     | Leszek Miller                |         | SLD                    | Były Premier RP | |
| 36. | 10 lutego 2010     | Anita Błochowiak             |         | SLD                    | Prawdopodobnie była autorką poprawki do ustawy o grach losowych, zakładach wzajemnych i grach na automatach zmniejszającą podatki z 200 euro do 50 euro. | Po przesłuchaniu Leszka Millera i Anity Błochowiak okazało się, iż autorem poprawki do ustawy o grach losowych, zakładach wzajemnych i grach na automatach zmniejszającą podatki z 200 euro do 50 euro był Zbigniew Chlebowski.                                                                                        |
| 37. | 11 lutego 2010     | Ryszard Sobiesiak            |         |                        | Przedsiębiorca branży hazardowej. Jest podejrzenie, że mógł wywierać naciski na polityków PO, które polegać miały m.in. na blokowaniu przez nich wejścia w życie ustawy o grach i zakładach wzajemnych oraz o automatach o niskich wygranych. | Ryszard Sobiesiak ustanowił pełnomocnika mec. Ryszarda Bedryja. Mimo złożenia wniosku o przesłuchaniu go w trybie zamkniętym komisja odrzuciła ten wniosek. Dopiero w II turze przewodniczący komisja sam zgłosił taki wniosek, który komisja przyjęła.                                                                |
| 38. | 11 lutego 2010     | Tomasz Arabski               |         |                        | Szef Kancelarii Premiera | |
| 39. | 12 lutego 2010     | Przemysław Gosiewski         |         | PiS                    | Minister–członek Rady Ministrów, przewodniczący Komitetu Stałego Rady Ministrów oraz wiceprezes Rady Ministrów w rządzie Jarosława Kaczyńskiego | |
| 40. | 16 lutego 2010     | Magdalena Sobiesiak          |         |                        | córka Ryszarda Sobiesiaka | |
| 41. | 16 lutego 2010     | Krzysztof Jurgiel            |         | PiS                    | Wiceszef KP PiS, w latach 2005–2007 koordynator bloku legislacyjnego w KP PiS | |
| 42. | 18 lutego 2010     | Marcin Rosół                 |         |                        | Były asystent Mirosława Drzewieckiego, były szef gabinetu politycznego MSiT (2008–2009) | Marcin Rosół ustanowił pełnomocnika mec. Błaszyka. |
| 43. | 26 lutego 2010     | Marek Oleszczuk              |         |                        | Były dyrektor Departamentu Gier Losowych i Zakładów Wzajemnych w Ministerstwie Finansów (1995–2006) | Przesłuchanie Marka Oleszczuka obejmowało punkt 2. porządku dziennego dnia 18 lutego, jednak zostało przesunięte na dzień 2l lutego. |
| 44. | 2 marca 2010       | Sławomir Nowak               |         | PO                     | Były sekretarz stanu w KPRM i były szef gabinetu politycznego premiera Donalda Tuska | |
| 45. | 4 marca 2010       | Michał Chyczewski            |         |                        | Były wiceminister Skarbu Państwa w rządzie Donalda Tuska | |
| 46. | 4 marca 2010       | Adama Leszkiewicz            |         |                        | Wiceminister Skarbu Państwa w rządzie Donalda Tuska | |
| 47. | 4 marca 2010       | Krzysztof Hubert Łaszkiewicz |         |                        | Wiceminister Skarbu Państwa w rządzie Donalda Tuska | |
| 48. | 5 marca 2010       | Ryszarda Naleszkiewicz       |         |                        | Były prezes Polskiego Monopolu Loteryjnego | |
| 49. | 9 marca 2010       | Sławomir Łopalewski          |         |                        | Były członek zarządu Totalizatora Sportowego | |
| 50. | 9 marca 2010       | Grzegorz Sołtysiński         |         |                        | Członek zarządu Totalizatora Sportowego | |
| 51. | 9 marca 2010       | Piotr Gosek                  |         |                        | Były członek Totalizatora Sportowego Grzegorz Sołtysiński | |
| 52. | 10 marca 2010      | Witold Lisicki               |         |                        | Były rzecznik Jacka Kapicy | |
| 53. | 10 marca 2010      | Grzegorz Smogarzewski        |         |                        | Szef Departamentu Służby Celnej w Ministerstwie Finansów | |
| 54. | 11 marca 2010      | Julia Pitera                 |         | PO                     | Sekretarz stanu w Kancelarii Prezesa Rady Ministrów i Pełnomocnik ds. Opracowania Programu Zapobiegania Nieprawidłowościom w Instytucjach Publicznych w Kancelarii Prezesa Rady Ministrów | |
| 55. | 11 marca 2010      | Paweł Wojtuniuk              |         |                        | Szef CBA | Przesłuchanie odbyło się w trybie niejawnym. |
| 56. | 12 marca 2010      | Jan Kosek                    |         |                        | Wiceprezesem Związku Pracodawców Prowadzących Gry Losowe i Zakłady Wzajemne. Jest podejrzenie, że mógł wywierać naciski na polityków PO, które polegać miały m.in. na blokowaniu przez nich wejścia w życie ustawy o grach i zakładach wzajemnych oraz o automatach o niskich wygranych. | Przesłuchanie Jana Koska odbyło się na posiedzeniu wyjazdowym (w Krakowie) w trybie zamkniętym. |
| 57. | 16 marca 2010      | Dawid Tokarz                 |         |                        | Dziennikarz „Pulsu Biznesu” | |
| 58. | 16 marca 2010      | Maciej Berek                 |         |                        | Prezes Rządowego Centrum Legislacji | |
| 59. | 18 marca 2010      | Robert Draba                 |         |                        | Były sekretarza stanu w Kancelarii Prezydenta RP (2005–2008) | |
| 60. | 18 marca 2010      | Monika Rolnik                |         |                        | Dyrektor generalny MSiT | |
| 61. | 19 marca 2010      | Jacek Kalida                 |         |                        | Były prezes Totalizatora Sportowego (2006–2008) | |
| 62. | 19 marca 2010      | Sławomir Sykucki             |         |                        | Były prezes TS (1998−2000) | |
| 63. | 23 marca 2010      | Stanisław Matuszkiewski      |         |                        | Prezes Izby Gospodarczej Producentów i Operatorów Urządzeń Rozrywkowych | |
| 64. | 23 marca 2010      | Maciej Skórka                |         |                        | Były asystent Jerzego Jaskierni | |
| 65. | 24 marca 2010      | Sławomir Dudziński           |         |                        | Prezes TS | |
| 66. | 24 marca 2010      | Andrzej Rzońca               |         |                        | Były członek rady nadzorczej TS | |
| 67. | 25 marca 2010      | Mirosław Roguski             |         |                        | Były prezes TS (2001–2006) | |
| 68. | 8 lipca 2010       | Aleksander Grad              |         | PO                     | Minister skarbu państwa | |
| 69. | 8 lipca 2010       | Rafał Wosik                  |         |                        | Były dyrektor departamentu prawno-kontrolnego Ministerstwa Sportu | |
| 70. | 9 lipca 2010       | Mirosław Drzewiecki          |         | PO                     | Były minister sportu i turystyki | Ponowne przesłuchanie byłego ministra |
| 71. | 20 lipca 2010      | Bożena Pleczeluk             |         |                        | Dyrektor departamentu ekonomiczno – finansowego w resorcie sportu | |